# Liste des estuaires de France
Cet article recense les estuaires de France.

## Liste

### France métropolitaine
La façade atlantique de France métropolitaine compte une quarantaine d'estuaires,, répertoriés dans la liste suivante, du nord au sud. Les fleuves mentionnés sont les principaux cours d'eau formant l'estuaire ; certains grands estuaires (comme la Gironde) peuvent être le débouché de plusieurs autres petits cours d'eau secondaires non mentionnés. La superficie correspond à la zone recouverte à la pleine mer ; la largeur est celle de l'embouchure.
| Estuaire                       | Fleuve(s)                    | Embouchure        | Superficie (km²) | Largeur (km) | Notes                                                                                                   | Coordonnées                        | Illustration |
| ------------------------------ | ---------------------------- | ----------------- | ---------------- | ------------ | --- | ---------------------------------- | ------------ |
| Estuaire de l'Aa               | Aa                           | Manche            |                  | 0,1          | Estuaire endigué et artificialisé                                                                       | 51° 00′ 21″ nord, 2° 06′ 16″ est   |              |
| Estuaire du Wimereux           | Wimereux                     | Manche            |                  | 0,03         | Estuaire picard, artificialisé                                                                          | 50° 46′ 13″ nord, 1° 36′ 25″ est   |              |
| Estuaire de la Slack           | Slack                        | Manche            |                  |              | Estuaire picard                                                                                         | 50° 48′ 20″ nord, 1° 36′ 07″ est   |              |
| Estuaire de la Liane           | Liane                        | Manche            |                  |              | Estuaire picard ; artificialisé                                                                         | 50° 43′ 24″ nord, 1° 36′ 02″ est   |              |
| Baie d'Authie                  | Authie                       | Manche            | 1,19             |              | Estuaire picard                                                                                         | 50° 22′ 17″ nord, 1° 34′ 35″ est   |              |
| Baie de la Canche              | Canche                       | Manche            |                  | 4,630        | Estuaire picard                                                                                         | 50° 30′ 35″ nord, 1° 38′ 39″ est   |              |
| Baie de Somme                  | Somme, Maye                  | Manche            | 41               | 5            | Estuaire picard                                                                                         | 50° 12′ 40″ nord, 1° 36′ 19″ est   |              |
| Estuaire de la Seine           | Seine                        | Manche            | 236              | 16           | | 49° 26′ 02″ nord, 0° 12′ 24″ est   |              |
| Estuaire de la Dives           | Dives                        | Manche            |                  |              | | 49° 17′ 09″ nord, 0° 06′ 42″ ouest |              |
| Baie de l'Orne                 | Orne                         | Manche            | 4,90             | 3,8          | | 49° 15′ 37″ nord, 0° 15′ 00″ ouest |              |
| Estuaire de la Seulles         | Seulles                      | Manche            |                  |              | | 49° 20′ 05″ nord, 0° 27′ 40″ ouest |              |
| Baie des Veys                  | Douve, Taute, Vire, Aure     | Manche            | 32,57            | 7,5          | | 49° 22′ 40″ nord, 1° 08′ 11″ ouest |              |
| Havre de Lessay                | Ay                           | Manche            |                  |              | | 49° 13′ 15″ nord, 1° 34′ 01″ ouest |              |
| Havre de Regnéville            | Sienne, Soulles              | Manche            |                  |              | | 49° 01′ 09″ nord, 1° 30′ 19″ ouest |              |
| Baie du Mont-Saint-Michel      | Couesnon, Sée, Sélune        | Manche            | 68               | 22           | Inscrite au patrimoine mondial                                                                          | 48° 41′ 51″ nord, 1° 38′ 46″ ouest |              |
| Estuaire de la Rance           | Rance                        | Manche            | 22               | 0,75         | Barré par l'usine marémotrice de la Rance                                                               | 48° 37′ 04″ nord, 2° 01′ 29″ ouest |              |
| Estuaire du Trieux             | Trieux                       | Manche            | 7,94             | 0,952        | | 48° 45′ 34″ nord, 3° 07′ 15″ ouest |              |
| Estuaire du Jaudy              | Jaudy                        | Manche            |                  |              | | 48° 50′ 20″ nord, 3° 11′ 48″ ouest |              |
| Estuaire du Léguer             | Léguer                       | Manche            |                  |              | | 48° 43′ 54″ nord, 3° 27′ 54″ ouest |              |
| Rivière de Morlaix             | Rivière de Morlaix, Dourduff | Baie de Morlaix   | 13,75            | 2            | Ria | 48° 36′ 13″ nord, 3° 50′ 57″ ouest |              |
| Estuaire de la Penzé           | Penzé                        | Baie de Morlaix   | 5,46             | 2,082        | Ria | 48° 38′ 41″ nord, 3° 57′ 06″ ouest |              |
| Aber-Wrac'h                    | Aber-Wrac'h                  | Manche            |                  |              | Ria | 48° 36′ 39″ nord, 4° 35′ 12″ ouest |              |
| Aber-Benoît                    | Aber-Benoît                  | Manche            |                  |              | Ria | 48° 34′ 38″ nord, 4° 36′ 50″ ouest |              |
| Rivière de Landerneau          | Élorn                        | Rade de Brest     | 6,40             | 0,570        | | 48° 26′ 42″ nord, 4° 16′ 11″ ouest |              |
| Rivière de Daoulas             | Mignonne                     | Rade de Brest     |                  |              | Ria | 48° 21′ 39″ nord, 4° 15′ 42″ ouest |              |
| Rivière du Faou                | Coatalan                     | Rade de Brest     |                  |              | Ria | 48° 17′ 47″ nord, 4° 10′ 52″ ouest |              |
| Estuaire de l'Aulne            | Aulne                        | Rade de Brest     | 19,12            | 1,460        | Ria | 48° 14′ 51″ nord, 4° 12′ 00″ ouest |              |
| Rivière d'Audierne             | Goyen                        | Océan Atlantique  |                  |              | Ria | 48° 01′ 28″ nord, 4° 32′ 06″ ouest |              |
| Rivière de Pont-l'Abbé         | Rivière de Pont-l'Abbé       | Océan Atlantique  |                  |              | Ria | 47° 52′ 03″ nord, 4° 13′ 18″ ouest |              |
| Estuaire de l'Odet             | Odet                         | Océan Atlantique  | 9,23             | 1            | | 47° 52′ 29″ nord, 4° 07′ 02″ ouest |              |
| Estuaire de l'Aven et du Bélon | Aven, Bélon                  | Océan Atlantique  |                  |              | Les deux fleuves forment deux rias qui débouchent sur l'océan à une centaine de mètres l'une de l'autre | 47° 48′ 05″ nord, 3° 43′ 52″ ouest |              |
| Laïta                          | Ellé, Isole                  | Océan Atlantique  | 88,5             | 1,8          | Ria | 47° 46′ 04″ nord, 3° 31′ 53″ ouest |              |
| Rade de Lorient                | Scorff, Blavet, Ter          | Océan Atlantique  | 15,61            | 1,1          | | 47° 43′ 52″ nord, 3° 21′ 14″ ouest |              |
| Rivière d'Étel                 | Rivière d'Étel               | Océan Atlantique  | 21,8             | 0,484        | Ria | 47° 41′ 39″ nord, 3° 10′ 38″ ouest |              |
| Rivière de Crac'h              | Rivière de Crac'h            | Océan Atlantique  | 4,16             | 1,016        | Ria | 47° 35′ 31″ nord, 3° 01′ 24″ ouest |              |
| Rivière d'Auray                | Loc'h, Sal                   | Golfe du Morbihan | 4,74             | 0,357        | Ria | 47° 39′ 35″ nord, 2° 58′ 39″ ouest |              |
| Rivière de Vannes              | Marle, Vincin                | Golfe du Morbihan | 4,13             | 0,768        | Ria | 47° 38′ 27″ nord, 2° 45′ 39″ ouest |              |
| Rivière de Noyalo              | Liziec                       | Golfe du Morbihan | 9,04             | 0,377        | Ria | 47° 35′ 20″ nord, 2° 43′ 11″ ouest |              |
| Rivière de Penerf              | Rivière de Penerf            | Océan Atlantique  |                  |              | Ria | 47° 30′ 40″ nord, 2° 38′ 01″ ouest |              |
| Estuaire de la Vilaine         | Vilaine                      | Océan Atlantique  | 22               | 4,4          | Fermé par le barrage d'Arzal                                                                            | 47° 29′ 55″ nord, 2° 23′ 00″ ouest |              |
| Estuaire de la Loire           | Loire                        | Océan Atlantique  | 270              | 11,7         | | 47° 16′ 41″ nord, 2° 09′ 55″ ouest |              |
| Estuaire de la Vie             | Vie, Jaunay                  | Océan Atlantique  | 0,95             | 0,085        | | 46° 41′ 46″ nord, 1° 56′ 05″ ouest |              |
| Estuaire du Lay                | Lay                          | Océan Atlantique  | 8,75             | 2,275        | | 46° 20′ 50″ nord, 1° 20′ 09″ ouest |              |
| Baie de l'Aiguillon            | Sèvre Niortaise              | Océan Atlantique  | 44,6             | 7,5          | | 46° 18′ 54″ nord, 1° 06′ 16″ ouest |              |
| Estuaire de la Charente        | Charente                     | Océan Atlantique  | 22,52            | 6,5          | | 45° 57′ 12″ nord, 1° 04′ 20″ ouest |              |
| Estuaire de la Seudre          | Seudre                       | Océan Atlantique  | 8,34             | 0,8          | | 45° 47′ 57″ nord, 1° 08′ 21″ ouest |              |
| Gironde                        | Garonne, Dordogne            | Océan Atlantique  | 761              | 22           | Plus grand estuaire d'Europe                                                                            | 45° 28′ nord, 0° 54′ ouest         |              |
| Estuaire de l'Adour            | Adour                        | Océan Atlantique  | 12,4             | 0,16         | | 43° 31′ 44″ nord, 1° 31′ 16″ ouest |              |
| Baie de Chingoudy              | Bidassoa                     | Océan Atlantique  |                  |              | | 43° 21′ 50″ nord, 1° 46′ 30″ ouest |              |